# Пяша (приток Хопра)
Пяша — река в России, протекает по территории Бековского и Сердобского районов Пензенской области. Устье реки находится в 845 км по правому берегу Хопёра. Длина реки — 29 км, площадь её водосборного бассейна — 256 км².

## Данные водного реестра
По данным государственного водного реестра России относится к Донскому бассейновому округу, водохозяйственный участок реки — Хопёр от истока до впадения реки Ворона, речной подбассейн реки — Хопер. Речной бассейн реки — Дон (российская часть бассейна.